# Генк Грот
Генк Грот (нід. Henk Groot, 22 травня 1938, Зандейк — 11 травня 2022) — нідерландський футболіст, нападник.

## Клубна кар'єра
Народився 22 травня 1938 року в місті Зандейк. Вихованець місцевої юнацької команди «Зандейк». З 1956 по 1959 грав у напівпрофесійному «Стормвогелсі». За цю команду виступав і його старший брат, Кес Грот.
1959 року брати перейшли до «Аяксу». У першому ж сезоні амстердамський клуб, після дворічної перерви, здобув перше місце в національній лізі. Вагомий внесок у перемогу вніс тандем братів Гротів — забили суперникам 67 голів у 34 турах. Генк Грот став найрезультативнішем гравцем чемпіонату (38 голів). Наступного сезону «Аякс» св'яткував перемогу в національному кубку, а Генк Грот знову став найкращим бомбардиром ліги. При цьому поліпшив торішнє досягнення на три пункти. Більше за сезон забив лише гравець ПСВ (Ейндговен) Кун Діллен, який в першому професіональному чемпіонаті Нідерландів вразив ворота суперників 43 рази. З тих часів наблизитися до цих показників вдалося лише Марку ван Бастену, який у сезоні 1985/86 забив 37 голів і здобув «Золоту бутсу». За «Аякс» виступав чотири сезони; провів 124 лігових матчів і вразив ворота суперників 116 разів (в середньому 0,94 гола за гру).
У 1963 році, за фантастичну на той час суму в 240 тисяч гульденів, перейшов до «Феєнорда». За команду з Роттердама провів 54 матчі, забив 34 голи. У сезоні 1964/65 команда зробила дубль — перемогла у чемпіонаті і кубку Нідерландів. Після його завершення, вже за 400 тисяч гульденів, повернувся до «Аяксу».
З роками його результативність дещо знизилась, але це ніяк не позначалося на результатах команди. «Аякс» поповнився молодими талантами, серед яких особливо вірізнявся Йоган Кройф. За чотири сезони команда тричі здобувала перемоги в чемпіонаті і одного разу в кубку Нідерландів. Вершиною його спортивної кар'єри став сезон 1968/69 років. «Аякс», першим з нідерландських клубів, дійшов до фіналу кубка європейських чемпіонів. Генк Грот у фіналі проти італійського «Мілана» провів перший тайм, а в підсумку молода і талоновита команда з Амстердаму поступилася більш маститим суперникам.
Восени 1969 року отримав тяжку травму. За вісім сезонів у «Аяксі» провів 305 матчів і забив 208 голів, із них у чемпіонаті — 229 матчів, 163 голи. На час завершення виступів на футбольному полі Генк Грот забив найбільше голів в елітній професіональній футбольній лізі Нідерландів. З часом, його досягнення, вдалося перевершити лише чотирьом гравцям: Віллі ван дер Кейлену, Йогану Кройфу, Руду Гелсу і Кесу Кісту.

## Виступи за збірну
3 квітня 1960 року дебютував у складі національної збірної. В Амстердамі господарі перемогли збірну Болгарії з рахунком 4:2. Генк Грот, за дві хвилини до завершення поєдинку, забив четвертий гол у ворота суперника. Одного разу йому вдалося зробити хет-трик. У вересні 1962 року він тричі вражав ворота збірної Нідерландських Антильських островів. У підсумку, матч завершився з рахунком 8:0.
Всього за збірну Нідерландів провів 39 поєдинків і забив 12 голів. В останньому матчі, 7 вересня 1969 року, зі збірною Польщі отримав тяжку травму і був змушений завершити футбольну кар'єру. Потім працював скаутом в клубній системі «Аяксу».

## Титули і досягнення
- Чемпіон Нідерландів (5):

«Аякс»:  1959–60, 1964–65, 1965–66, 1966–67, 1967–68
- Володар Кубка Нідерландів (3):

«Аякс»:  1960–61, 1964–65, 1966–67
- Найкращий бомбардир Чемпіонату Нідерландів (2):

«Аякс»:  1959–60, 1960–61

## Статистика
В чемпіонаті Нідерландів.
| Сезон   | Команда               | Матчі | Голи |
| ------- | --------------------- | ----- | ---- |
| 1959/60 | «Аякс» (Амстердам)    | 33    | 38   |
| 1960/61 | «Аякс» (Амстердам)    | 32    | 42   |
| 1961/62 | «Аякс» (Амстердам)    | 30    | 18   |
| 1962/63 | «Аякс» (Амстердам)    | 29    | 18   |
| 1963/64 | «Феєнорд» (Роттердам) | 28    | 17   |
| 1964/65 | «Феєнорд» (Роттердам) | 26    | 17   |
| 1965/66 | «Аякс» (Амстердам)    | 15    | 8    |
| 1966/67 | «Аякс» (Амстердам)    | 25    | 15   |
| 1967/68 | «Аякс» (Амстердам)    | 31    | 16   |
| 1968/69 | «Аякс» (Амстердам)    | 30    | 7    |
| 1969/70 | «Аякс» (Амстердам)    | 4     | 1    |